# Cabinet Brandt II
Pour les articles homonymes, voir Cabinet Brandt.
 (janvier 2023).
Si vous disposez d'ouvrages ou d'articles de référence ou si vous connaissez des sites web de qualité traitant du thème abordé ici, merci de compléter l'article en donnant les références utiles à sa vérifiabilité et en les liant à la section « Notes et références ».
RFA
Brandt I Schmidt I
Le cabinet Brandt II (en allemand : Kabinett Brandt II) est le gouvernement fédéral de la République fédérale d'Allemagne entre le 15 décembre 1972 et le 16 mai 1974, durant la septième législature du Bundestag.

## Historique du mandat
Dirigé par le chancelier fédéral social-démocrate sortant Willy Brandt, ce gouvernement est constitué et soutenu par une « coalition sociale-libérale » entre le Parti social-démocrate d'Allemagne (SPD) et le Parti libéral-démocrate (FDP). Ensemble, ils disposent de 271 députés sur 496, soit 54,6 % des sièges du Bundestag.
Il est formé à la suite des élections législatives fédérales anticipées du 19 novembre 1972.
Il succède donc au cabinet Brandt I, constitué et soutenu par une coalition identique.

### Formation
Au cours du scrutin parlementaire, le SPD devient la première force politique dans le pays, pour la première fois depuis la fondation de la RFA. La CDU/CSU de Rainer Barzel, qui progresse modérément en voix, est distancée tandis que le FDP enregistre une progression substantielle. En tout, la majorité sortante agrège 4 336 000 voix de plus qu'en 1969. Fort de cette victoire historique, Brandt entreprend de négocier la poursuite de la coalition.
Le 14 décembre, le président fédéral Gustav Heinemann propose Willy Brandt au vote d'investiture du Bundestag. Il l'emporte par 269 voix pour et 227 contre.
Il présente le lendemain son second cabinet, qui compte 17 ministres fédéraux soit deux de plus que la précédente équipe. Il sépare le ministère fédéral de la Recherche du ministère fédéral de l'Éducation et le fusionne avec le ministère fédéral des Postes, désormais disjoint du ministère fédéral des Transports. Il supprime le poste de ministre fédéral avec attributions spéciales dévolu au directeur de la chancellerie fédérale mais en crée deux, personnellement rattaché respectivement au chancelier et au vice-chancelier. Le nombre total de ministres fédéraux libéraux-démocrates progresse en passant de trois à cinq. C'est le dernier gouvernement fédéral dont la moyenne d'âge est inférieure à 50 ans.

### Succession
En conséquence de l'affaire Guillaume et de ses problèmes personnels, Brandt présente sa démission à Heinemann le 6 mai 1974. Elle est officielle le lendemain et le chancelier décide de se retirer immédiatement de ses fonctions, l'intérim revenant alors au vice-chancelier et ministre fédéral des Affaires étrangères Walter Scheel.
Le 15 mai, Scheel postule à l'élection présidentielle avec le soutien du SPD et l'emporte dès le premier tour. Le lendemain, le Bundestag investit Helmut Schmidt chancelier fédéral et ce dernier forme son premier cabinet.

## Composition
- Les nouveaux ministres sont indiqués en gras, ceux ayant changé d'attribution en italique.

| Fonction                                                                                  | Nom | Nom                                | Parti |
| ----------------------------------------------------------------------------------------- | --- | ---------------------------------- | ----- |
| Chancelier fédéral                                                                        |     | Willy Brandt (jusqu'au 07/05/1974) | SPD   |
| Chancelier fédéral                                                                        |     | Walter Scheel a. i.                | FDP   |
| Vice-chancelier Ministre fédéral des Affaires étrangères                                  |     | Walter Scheel                      | FDP   |
| Ministre fédéral de l'Intérieur                                                           |     | Hans-Dietrich Genscher             | FDP   |
| Ministre fédéral de la Justice                                                            |     | Gerhard Jahn                       | SPD   |
| Ministre fédéral des Finances                                                             |     | Helmut Schmidt                     | SPD   |
| Ministre fédéral de l'Économie                                                            |     | Hans Friderichs                    | FDP   |
| Ministre fédéral de l'Alimentation, de l'Agriculture et des Forêts                        |     | Josef Ertl                         | FDP   |
| Ministre fédéral du Travail et de l'Ordre social                                          |     | Walter Arendt                      | SPD   |
| Ministre fédéral de la Défense                                                            |     | Georg Leber                        | SPD   |
| Ministre fédérale de la Jeunesse, de la Famille et de la Santé                            |     | Katharina Focke                    | SPD   |
| Ministre fédéral des Transports                                                           |     | Lauritz Lauritzen                  | SPD   |
| Ministre fédéral de l'Aménagement du territoire, des Travaux publics et de l'Urbanisme    |     | Hans-Jochen Vogel                  | SPD   |
| Ministre fédéral des Relations intra-allemandes                                           |     | Egon Franke                        | SPD   |
| Ministre fédéral de la Recherche, de la Technologie, des Postes et des Télécommunications |     | Horst Ehmke                        | SPD   |
| Ministre fédéral de l'Éducation et de la Science                                          |     | Klaus von Dohnanyi                 | SPD   |
| Ministre fédéral de la Coopération économique                                             |     | Erhard Eppler                      | SPD   |
| Ministre fédéral avec attributions spéciales Auprès du chancelier fédéral                 |     | Egon Bahr                          | SPD   |
| Ministre fédéral avec attributions spéciales Auprès du vice-chancelier                    |     | Werner Maihofer                    | FDP   |